# Первомайский (муниципальное образование город Ефремов)
Первомайский — посёлок в Тульской области России.
В рамках административно-территориального устройства включается в Мордовский сельский округ Ефремовского района, в рамках организации местного самоуправления входит в муниципальное образование город Ефремов со статусом городского округа.

## География
Расположен в 30 км к юго-востоку от города Ефремов.

## Население
| 2002 | 2004 | 2010 |
| ---- | ---- | ---- |
| 586  | ↘570 | ↘487 |